# Kajsa Ranft
Kajsa Ranft, född den 7 april 1894 i Göteborg, död den 3 oktober 1963 i Oscars församling i Stockholm, var en svensk operettsångerska.
Kajsa Ranft var dotter till Albert Ranft och Lisa, född Gottschalk, samt syster till Nils Ranft. Hon scendebuterade 1916 som Titania i Afrikaresan vid Oscarsteatern. Hon var engagerad vid faderns teatrar 1916–1919 och 1920 vid Stora Teatern, Göteborg.
Hon gifte sig 1920 med skådespelaren Karl Kinch. En son till makarna var teaterdirektören Olle Kinch.
Kajsa Ranft är begravd på Norra begravningsplatsen utanför Stockholm.

## Scenroller i urval
- 1917 – Sylva Varescu i Csardasfurstinnan av Emmerich Kálmán, Leo Stein och Béla Jenbach, regi Oskar Textorius, Oscarsteatern[4]